# Wang Zhaojun
Wang Qiang (chino tradicional: 王嬙), más conocida generalmente por su nombre de cortesía, [Wáng] Zhāojūn (昭君), es considerada una de las grandes figuras femeninas en la historia y cultura china a lo largo de los siglos, además de figurar como una de las Sì Dà Měinǚ (四大美女) o "Cuatro Grandes Bellas Mujeres", junto con Xī Shī (西施), Diāo Chán (貂蟬) y Yáng Guìfēi (楊貴妃). 

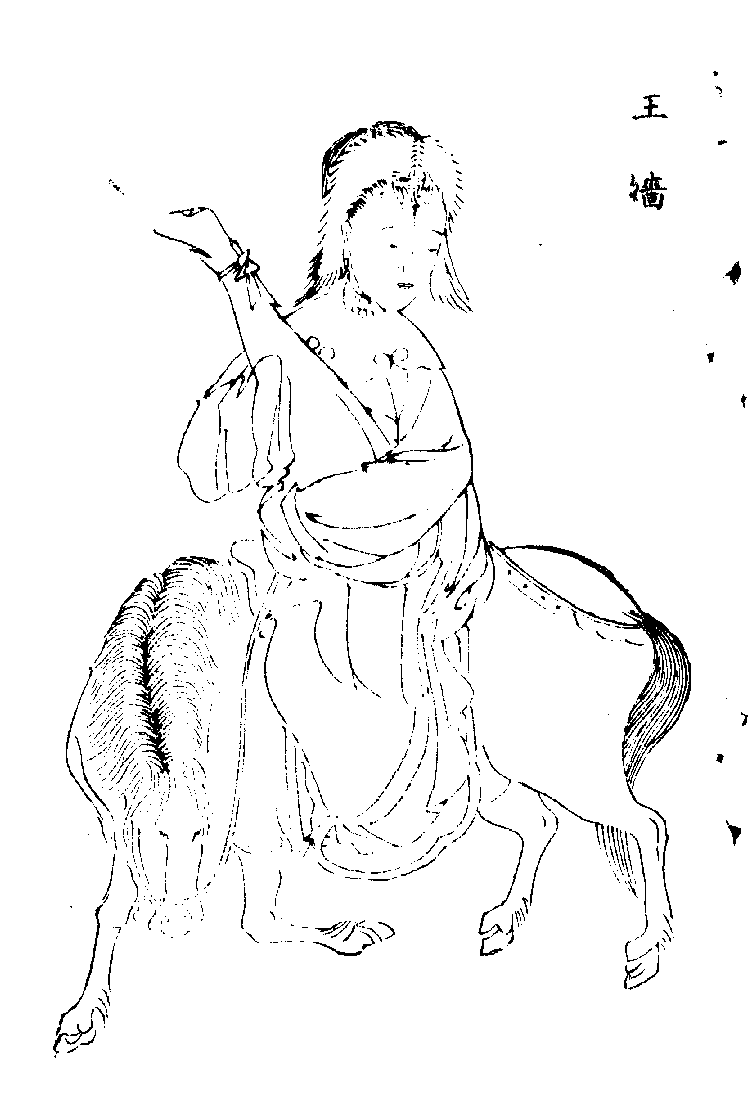
Wáng Zhāojūn cabalga hacia las tierras xiōngnú. Ilustración del Qīng Lù Chǎng Jí (清陸昶輯), realizado el 1772, bajo el gobierno del emperador Qiánlóng (乾隆).

Se desconoce el lugar de nacimiento exacto, señalándonos las fuentes únicamente sus raíces en torno a Nánjùn (南郡), además de ubicarse temporalmente a finales del primer período dinástico Hàn (漢) (206 a. C. - 8 d. C.). Zhāojūn llegó a ser enviada por el emperador Yuándì (元帝) como esposa para Hūhányé Chányú (呼韓邪單于), el líder del xiōngnú orientales (東匈奴), a fin de reforzar la lealtad de esta fracción nómada, posicionada desde la década del 50 a. C. hacia una política favorable al acercamiento con los Hàn, a la vez que consintiendo la supremacía del emperador. La importancia de Zhāojūn no solo es vital para entender la dinámica política que caracterizó una época de gran dificultad entre los ataques xiōngnú y las respuestas del gobierno imperial, subsanada en ocasiones por medio de los héqīn (和親), sino que también se erige como una figura mítica en cuanto al cumplimiento y lealtad de los valores confucianos.
Por otra parte, aun cuando su figura es incontestablemente histórica, ya desde la época Hàn, Zhāojūn comenzaría a convertirse paralelamente en una figura legendaria, a la que se la adjudicarían ciertos dones o particularidades especiales, que le habrían dotado presuntamente de una posición y valor sumamente apreciadas tanto entre la población china, como entre la población xiōngnú. Naturalmente, como suele ocurrir tradicionalmente en muchos personajes cuasi míticos en la cultura china, estas últimas apreciaciones deben mantenerse diferenciadas con respecto a los hechos históricos y reseñados en las fuentes dinásticas, los cuales lamentablemente se ciñen a una única fuente, con una información ambigua y sin ahondar en aspectos más relevantes en su figura. 

## Semblanza e imagen histórica
La primera y única anotación fehaciente sobre la Zhāojūn histórica, viene señalada por unos fragmentos recogidos en el Hòu Hàn Shū (後漢書), en relación con un noble xiōngnú, del que se decía que era su propio hijo: 
"...Yītúzhīyáshī, el cual era también hijo de Wang Zhāojūn. Zhāojūn [tenía por] nombre de cortesía «Qiáng» (嬙), siendo una nativa de Nànjùn. Anteriormente, durante la época de Yuándì (49-33 a. C.), como hija de buena familia, fue seleccionada para entrar en el palacio imperial. En ese tiempo, Hūhányé llegó al consistorio, por lo que el Emperador decretó que le conferiesen cinco mujeres de palacio. [Wáng] Zhāojūn, se integró en el palacio [durante] años, sin haber podido contemplar trato alguno [por el Emperador], acumulando tristeza y resentimiento, se presentó ante el palacio imperial y solicitar su marcha [con el Chányú]. Hūhányé se hallaba resignado frente a la Gran Reunión, [mientras que] el Emperador reunió a las cinco mujeres para mostrárselas. [Wáng] Zhāojūn poseía una apariencia deslumbrante [junto con] hermosos ornamentos, [proveniente del] Palacio de Guāngmíng Hàn (光明漢), siendo admirada desde su llegada, surgiendo una gran agitación y reverencia [entre todos los asistentes] a su alrededor. El Emperador estaba enormemente sorprendido al verla, deseando retenerla y sintiéndose contrariado por una verdadera pérdida, entregándola finalmente a los xiōngnú. [Años después] tuvo dos hijos. Al tiempo de fallecer Hūhányé, el hijo de la anterior Yānshì (閼氏) fue designado para sucederle, queriendo tomarla como esposa, [ante lo cual Wáng] Zhāojūn encimó un escrito solicitando el regreso [a Hàn], sin embargo finalmente el Emperador decretó la orden de seguir la tradición de los hú (胡), y finalmente se convirtió de nuevo posteriormente en la Yānshì del [nuevo] Chányú...".
Fragmento con informaciones relevantes en cuanto al funcionamiento del engranaje político Hàn, de la postura de los propios xiōngnú y del sufrimiento enorme que suponía para cada una de las mujeres integradas en el palacio (宮), presas en múltiples ocasiones de un destino incierto. Examinando el contexto histórico, la dinastía Hàn había conseguido a en las últimas décadas, una enorme ventaja tras la violenta lucha fratricida en el seno de la confederación xiōngnú, a partir de la cual podemos ver la presencia del señalado Hūhányé Chányú, como una consecuencia directa de esta ruptura nómada y la búsqueda de nuevos apoyos entre los diferentes usurpadores en el escenario estepario. Este último pretendiente al trono absoluto de los xiōngnú, pertenecía a la familia más noble de la confederación, al mismo tiempo que se consolidaba como un potencial líder para la unidad perdida. A pesar de los intentos por el gobierno Hàn de dotar nuevamente a los xiōngnú de una cabeza visible (esta vez ya bajo la directriz del Emperador), esta unidad jamás volverá a ser restituida, lo que condenará a Hūhányé y a la horda bajo su mandato, a someter un vasallaje ante los Hàn, así como a situarse justo en las tierras adyacentes al orbe sínico.  

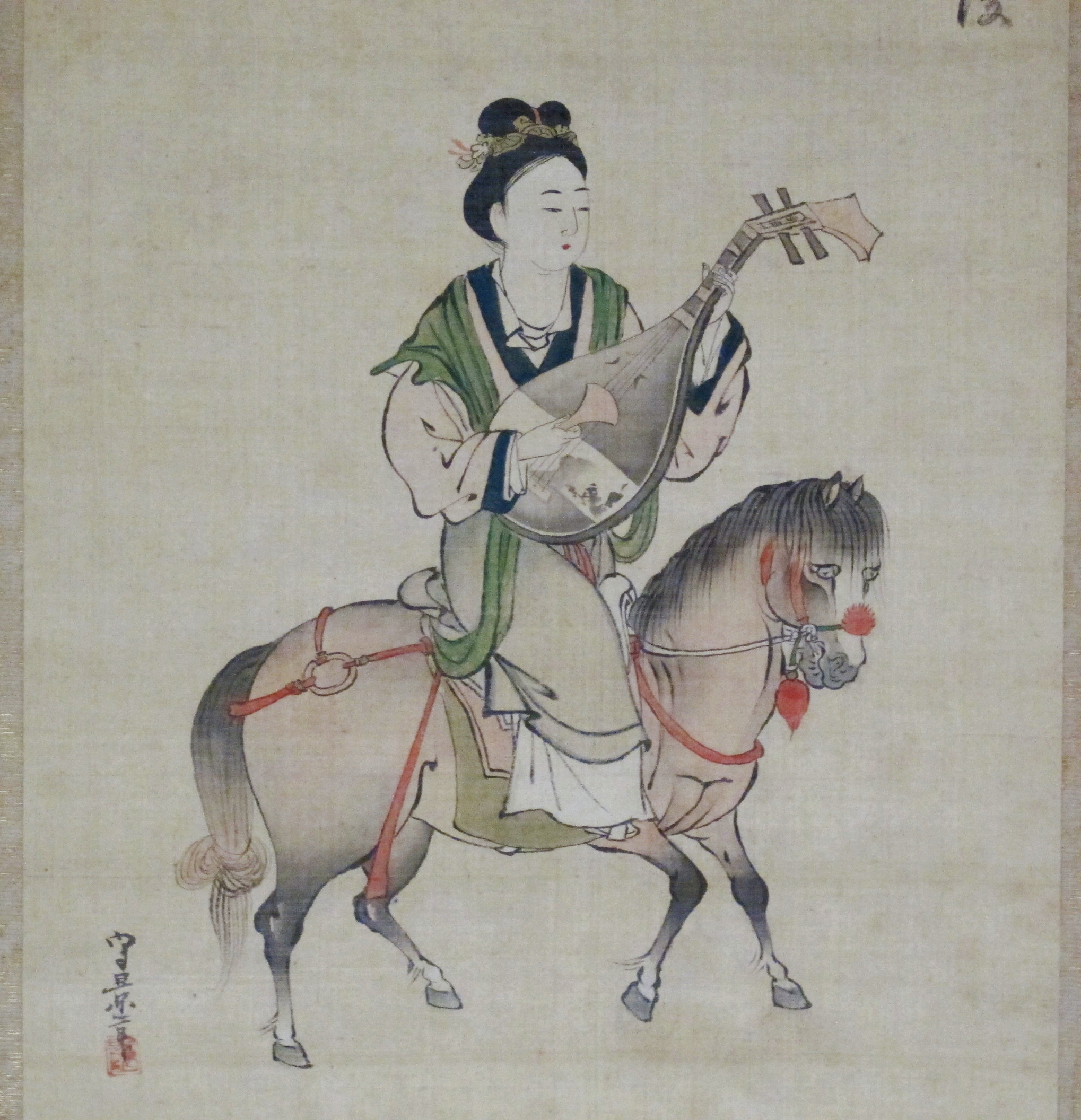
Un nuevo ejemplo artístico de Wáng Zhāojūn encaminada hacia las tierras xiōngnú. La figura de esta noble de época Hàn, llegaría a extenderse popularmente por otros países del orbe sínico, como Corea o Japón. La presente imagen se corresponde con una recreación del Período Tokugada japonés, concretamente en el XVII d. C., lo que muestra su gran propularidad en territorio nipón en épocas tan lejanas en el tiempo.

Esta postura, hizo que durante décadas y hasta la descomposición final del gobierno imperial, los Emperadores y los órganos de poder, insistiesen en practicar una continua política de apaciguamiento y "dulcificación" hacia las elites y el soberano xiōngnú, de cara a obtener una sumisión completa o al menos, vinculante en términos políticos. Merced a ello, la antigua táctica del enlace matrimonial, recobra en esta época una nueva dimensión, de cara a lograr el dominio sobre esta horda escindida de los xiōngnú: se consumía así un nuevo proyecto de héqīn (和親), protagonizado en este caso por la figura de Zhāojūn. No obstante, esta última política, no fue el instrumento principal de cercanía utilizada por los Hàn: de hecho, Hūhányé ya había realizado dos visitas a la corte Hàn, mostrando su vasallaje explícito, además de ayudar y colaborar con el Emperador desde su pérdida de poder hasta esta tercera y última visita (54-33 a. C.), lo que puede señalar la celebración de este héqīn (和親) más como un punto compensatorio en la unión xiōngnú-hàn y no como una herramienta necesaria y de máxima urgencia en su aplicación, tal y como ha sido señalada por algunos autores.  
Ante la concesión de concesión de una esposa bella, admirada y regia como Zhāojūn, el líder xiōngnú regresó glorificado a su tierra, exultante tras haber sobrevivido a la crisis final de la confederación, tras más de dos décadas manteniendo la estabilidad en sus tierras y reuniéndose con el resto de su familia, que en las costumbres de múltiples pueblos nómadas, admitía la aplicación del levirato y la poligamia. Precisamente con base en esto último, puede entenderse la insistencia del hijo de otra de las Yānshì (閼氏) de Hūhányé, ante la posibilidad de desposar a una relevante noble china, Ante esto, Zhāojūn responderá con una negativa e intento de evasión a su tierra natal, recibiendo una contundente negativa por parte del nuevo Emperador y la dramática orden de contraer matrimonio nuevamente, aunque esta vez con el nuevo Chányú proclamado, que pasaba por ser su hijastro. A partir de aquí, las fuentes dinásticas no registran ninguna otra anotación sobre el destino posterior de Zhāojūn, entrando ya en la leyenda y cultura popular china de forma apoteósica, encontrándonos numerosos fragmentos, poemas y anotaciones sobre su valor, figura y principios, glorificada como uno de los modelos a seguir por la mujer confuciana.

## Zhāojūn como ejemplo virtuoso y figura legendaria
El sacrificio de Zhāojūn, aun cuando fuese realizado en contra de sus propios designios, se convirtió en un elemento proverbial durante generaciones ya desde la época Hàn, sirviendo como ejemplo del correcto proceder y emulación consiguiente para las hijas y mujeres de la clase superior, que en determinadas ocasiones debían ser entregadas a representantes de poderes exógenos, como en el presente caso del Chányú xiōngnú. Esta práctica política, llegó a estar vigente prácticamente durante casi todas las dinastías sínicas desde la época Hàn, encontrándonos muchos ejemplos del sacrificio de la noble china ante el "bárbaro" extranjero. 

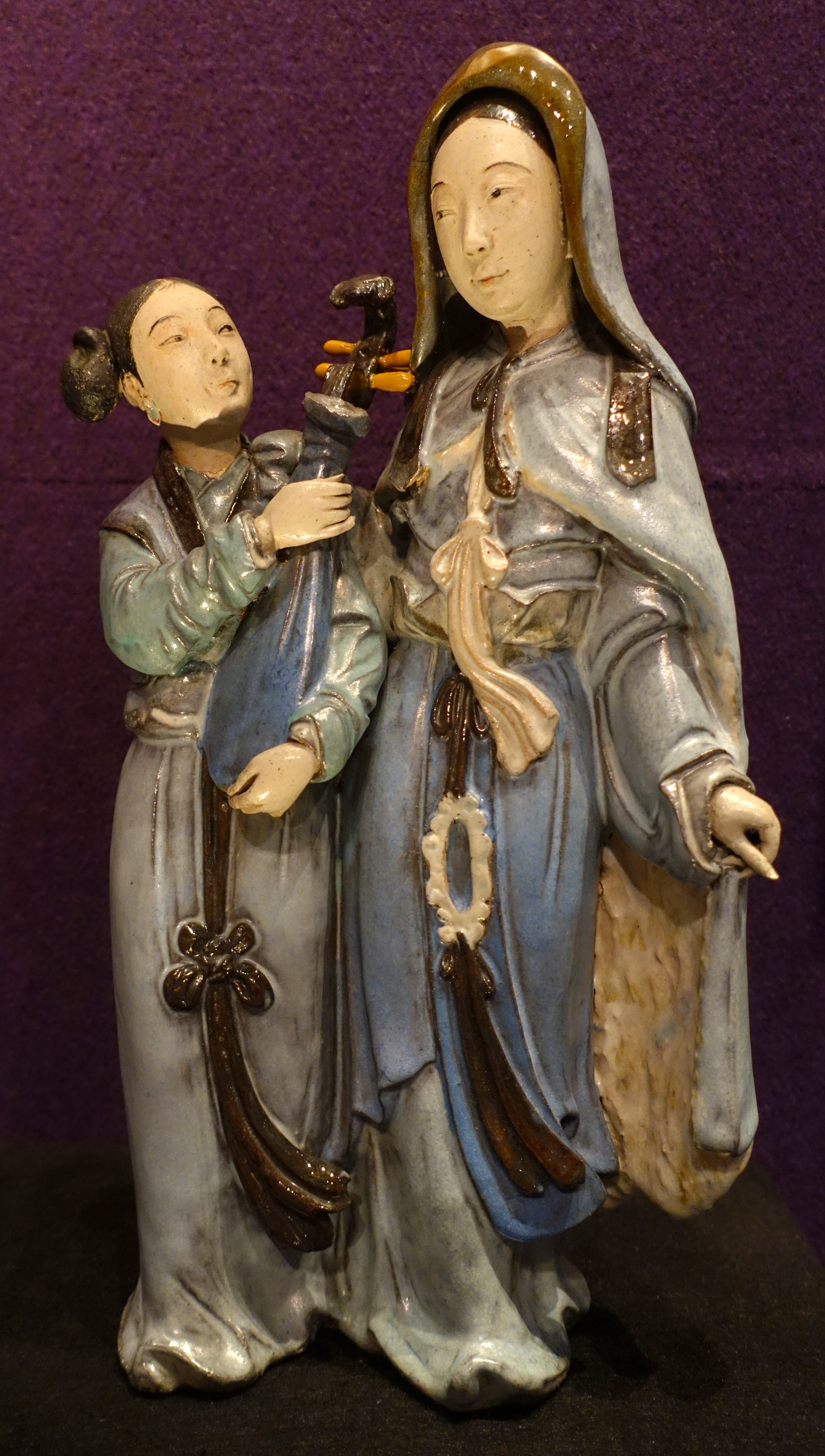
Zhāojūn dispuesta a su desposamiento con el Chányú. Recreación cerámica de finales del XIX elaborada por Chen Weiyan, actualmente en el Museo de Arte de Hong Kong (香港藝術館)

Sin embargo, en el caso de Zhāojūn el legendario popular llegó a abrigar numerosas alusiones que organizaron con el paso de los siglos una efigie casi divina, frente a la figura histórica y más humanizada que encontramos en el Hòu Hàn Shū. Así, Zhāojūn fue concebida en ciertas baladas, como una verdadera princesa nómada, de forma que con el tiempo llegase a adaptarse a la perfección a la vida esteparia, bebiendo la famosa leche fermentada, así como durmiendo en las tiendas o montar a caballo, pudiendo llegar a cazar y a hablar la lengua de los xiōngnú. Paralelamente a estas adopciones culturales, Zhāojūn también enseñaba su propia lengua, al igual que participaba activamente en la vida política de la horda, manifestando opiniones o pareceres útiles para las relaciones de la misma con los Hàn u otras hordas enemigas. En otras reconstrucciones míticas, encontramos a Zhāojūn bajo un manejo excelente de la pípá (琵琶), consiguiendo domar al histérico caballo sobre el que cabalgaba, además de conseguir frenar una bandada de gansos que volaba hacia el sur, llegando a caer al suelo tras detener su aleteo. Precisamente con base en esta última y recurrente reconstrucción, Zhāojūn aparece en múltiples representaciones haciendo uso de la pípá, mientras entona una triste melodía en su camino al nuevo hogar.